# Leposoma scincoides
Leposoma scincoides är en ödleart som beskrevs av  Johann Baptist von Spix 1825. Leposoma scincoides ingår i släktet Leposoma och familjen Gymnophthalmidae. Inga underarter finns listade i Catalogue of Life.